# Ted Healy

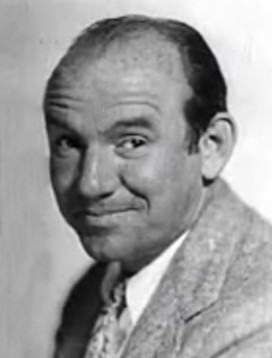
Ted Healy

Ted Healy (Kaufman (Texas), 1 oktober 1896 - Los Angeles, 21 december 1937) was een Amerikaans acteur en komiek. Hij werd vooral bekend als de bedenker van de Three Stooges.

## Levensloop
Ted Healy werd geboren als Charles Earnest Lea Nash in 1896. In 1912 besloot hij samen met zijn jeugdvriend Moe Howard zich aan te sluiten bij de Annette Kellerman Diving Girls, een vaudeville act. Na een ongeluk op de scène gingen Healy en Howard ieder hun eigen weg. Healy was populair bij het publiek. In de jaren '20 was hij de best betaalde entertainer in de vaudeville. In 1922 voegde hij Moe Howard toe aan zijn act. Omdat Howard geen acrobaat was, noemde hij hem een stooge. Howards broer, Shemp Howard, vervoegde zich bij de act in 1923 en in 1925 kwam Larry Fine erbij. Het kwartet had steeds verschillende namen zoals Ted Healy and his Southern Gentlemen.
In 1930 debuteerden Ted Healy en zijn troep onder de naam Ted Healy and his Stooges in de film Soup to Nuts. Kort daarop braken Moe, Shemp en Larry met Healy na een dispuut over een filmcontract en begonnen zij aan een solocarrière. Healy huurde vervolgens andere stooges in. In 1932 werd de breuk tussen Healy en Moe, Shemp en Larry tijdelijk gelijmd en gingen zij weer samen optreden. Shemp verliet de groep kort daarna en in zijn plaats kwam zijn jongere broer, Curly Howard. Healy en zijn troep maakten in de jaren 1932-1934 een aantal korte en lange films voor MGM. In 1934 braken Moe, Curly en Larry definitief met Healy en gingen zij voor Columbia Pictures werken onder de naam The Three Stooges.
Healy speelde van 1935 tot 1937 solo in een aantal films, zowel komedies als drama's. Zijn laatste film was Hollywood Hotel in 1937. Hij speelde ook mee in de kleurenfilm La Fiesta de Santa Barbara in 1935.
Healy was twee keer gehuwd en had één zoon, John Jacob, geboren vier dagen voor zijn overlijden. Healy overleed in onduidelijke omstandigheden op 21 december 1937. Hoewel de officiële doodsoorzaak een hartaanval was, zijn er speculaties dat hij overleed aan de gevolgen van een ruzie in een nachtclub.
- Gemeinsame Normdatei: 1062057856
- International Standard Name Identifier: 0000 0000 4516 0025
- Library of Congress Control Number: n2003124758
- Istituto Centrale per il Catalogo Unico: DDSV350908
- SNAC: w6t294wp
- Virtual International Authority File: 1853549
- WorldCat: E39PBJrKVhmrr7fh9xHPymQDv3